# Fältsvartspindel
Fältsvartspindel (Trachyzelotes pedestris) är en spindelart som först beskrevs av Carl Ludwig Koch 1837.  Fältsvartspindel ingår i släktet Trachyzelotes och familjen plattbuksspindlar. Arten är reproducerande i Sverige. Inga underarter finns listade i Catalogue of Life.